# Анналы святого Павла
«Анналы святого Павла» (лат. Annales Paulini) — хроника событий, происходивших в Лондоне.
«Анналы…» охватывают период с 1307 по 1341 год. Предположительно автор хроники — один из каноников лондонского собора святого Павла, возможно, авторов было несколько. Вероятно, анналы основаны на записях Адама Мьюримута (англ. Murimuth), также каноника собора святого Павла, очевидца множества политических событий в жизни Англии первой половины XIV века.